# Виго ди Фаса
Виго ди Фаса (итал. Vigo di Fassa) је насеље у Италији у округу Тренто, региону Трентино-Јужни Тирол.
Према процени из 2011. у насељу је живело 1036 становника. Насеље се налази на надморској висини од 1374 м.

## Становништво
| 1931. | 1936. | 1951. | 1961. | 1971. | 1981. | 1991. | 2001. | 2011. |
| ----- | ----- | ----- | ----- | ----- | ----- | ----- | ----- | ----- |
| 713   | 690   | 720   | 758   | 815   | 883   | 936   | 1.073 | 1.207 |

## Партнерски градови
- Ремсек ам Некар